# Breathe on Me
A "Breathe on Me"  Britney Spears amerikai énekesnő dala a negyedik stúdióalbumáról, az In the Zone-ról. A dalt Stephen Lee, Steve Anderson és Lisa Greene írta, producere Mark Taylor volt. A "Breathe on Me" dance és pop dal, mely érzéki dalszöveget tartalmaz. A kiadó ezt a dalt tervezte kiadni az In the Zone-ról, mint ötödik kislemez, de miután Britney lesérült az "Outrageous" klipforgatásán ez nem valósult meg.
A dal általánosságban pozitív kritikákban részesült, a kortárs kritikusok dicsérték a dalt, míg mások kritizálták Britney Lolita személyiségét. A dalt Madonna, Janet Jackson és Kylie Minogue korábbi munkáihoz hasonlították.
Britney 2016-ban feltöltött néhány videót Instagram oldalára, miközben erre a dalra táncol.

## Remixek
A "Breathe on Me"-t ötödik kislemeznek tervezték kiadni 2004-ben, de miután Britney lesérült az Outrageous forgatásán, nem folytatódott az "In The Zone" érája. A dal remixelt változata helyett kapott bónuszdalként a 2004-es Greatest Hits: My Prerogative albumon, majd az énekesnő első remixalbumán a B in the Mix: The Remixes-en.

## Élő előadások
Britney először a Las Vegasi Rain Nightclubban lépett fel a dallal 2003. szeptember 14-én, majd 2003 decemberében KIIS-FM Jingle Ball-on és a 2004-es 
The Onyx Hotel turnén is előadta a dalt. 2007-ben az M+M's Tour során, 2009-ben pedig a Circus turnén is előadásra került a "Touch of My Hand" című dallal. 2016-ban a Britney: Piece of Me rezidenskoncertjén hozzáadták a dallistához megint csak a "Touch of My Hand"-el. A 2016-os Billboard Music Awards-on mindkét dalt előadta az énekesnő egy zenei egyveleg során.